# 桔梗平 (名古屋市)
桔梗平（ききょうだいら）は愛知県名古屋市守山区にある町名。現行行政地名は桔梗平一丁目から桔梗平三丁目。住居表示未実施。

## 地理
西部を竜泉寺・春日井市上条町、南部の一部・北部・東部を吉根、南部を青葉台とそれぞれ接している。

### 河川
- 庄内川 ： 町の西部を南流。

## 歴史

### 町名の由来
吉根の由来となった桔梗による。また、桔梗は守山区の花にも指定されている。

### 沿革
- 1984年（昭和59年）3月30日 - 吉根特定土地区画整理組合設立認可
- 2006年（平成18年）11月25日 - 守山区大字吉根字川田・字至来・字仲田・字階子田の各一部により桔梗平一丁目、大字吉根字川・字角田・字川田・字仲田・字中畑・字溝畑・字山沖の各一部により桔梗平二丁目、大字吉根字川・字川田・字下江・字中畑・字溝畑の各一部により桔梗平三丁目がそれぞれ成立する[WEB 1]。

## 世帯数と人口
2019年（平成31年）4月1日現在の世帯数と人口は以下の通りである。
| 丁目         | 世帯数    | 人口    |
| ------------ | --------- | ------- |
| 桔梗平一丁目 | 345世帯   | 989人   |
| 桔梗平二丁目 | 682世帯   | 1,783人 |
| 桔梗平三丁目 | 236世帯   | 626人   |
| 計           | 1,263世帯 | 3,398人 |

### 人口の変遷
国勢調査による人口の推移
| 2010年（平成22年） | 3,044人 | [ WEB 7 ] |  |
| 2015年（平成27年） | 3,367人 | [ WEB 8 ] |  |

## 学区
市立小・中学校に通う場合、学校等は以下の通りとなる。また、公立高等学校に通う場合の学区は以下の通りとなる。
| 丁目         | 番・番地等 | 小学校               | 中学校               | 高等学校 |
| ------------ | ---------- | -------------------- | -------------------- | -------- |
| 桔梗平一丁目 | 全域       | 名古屋市立吉根小学校 | 名古屋市立吉根中学校 | 尾張学区 |
| 桔梗平二丁目 | 全域       | 名古屋市立吉根小学校 | 名古屋市立吉根中学校 | 尾張学区 |
| 桔梗平三丁目 | 全域       | 名古屋市立吉根小学校 | 名古屋市立吉根中学校 | 尾張学区 |

## 交通

### 鉄道
町域内に鉄道路線は存在しない。

### 道路
- 愛知県道15号名古屋多治見線 ： 町の東部を南北に通過。

## 施設
- ヤマトボックスチャーター愛知支店
- スカイ保育園
- コメリパワー名古屋竜泉寺北店

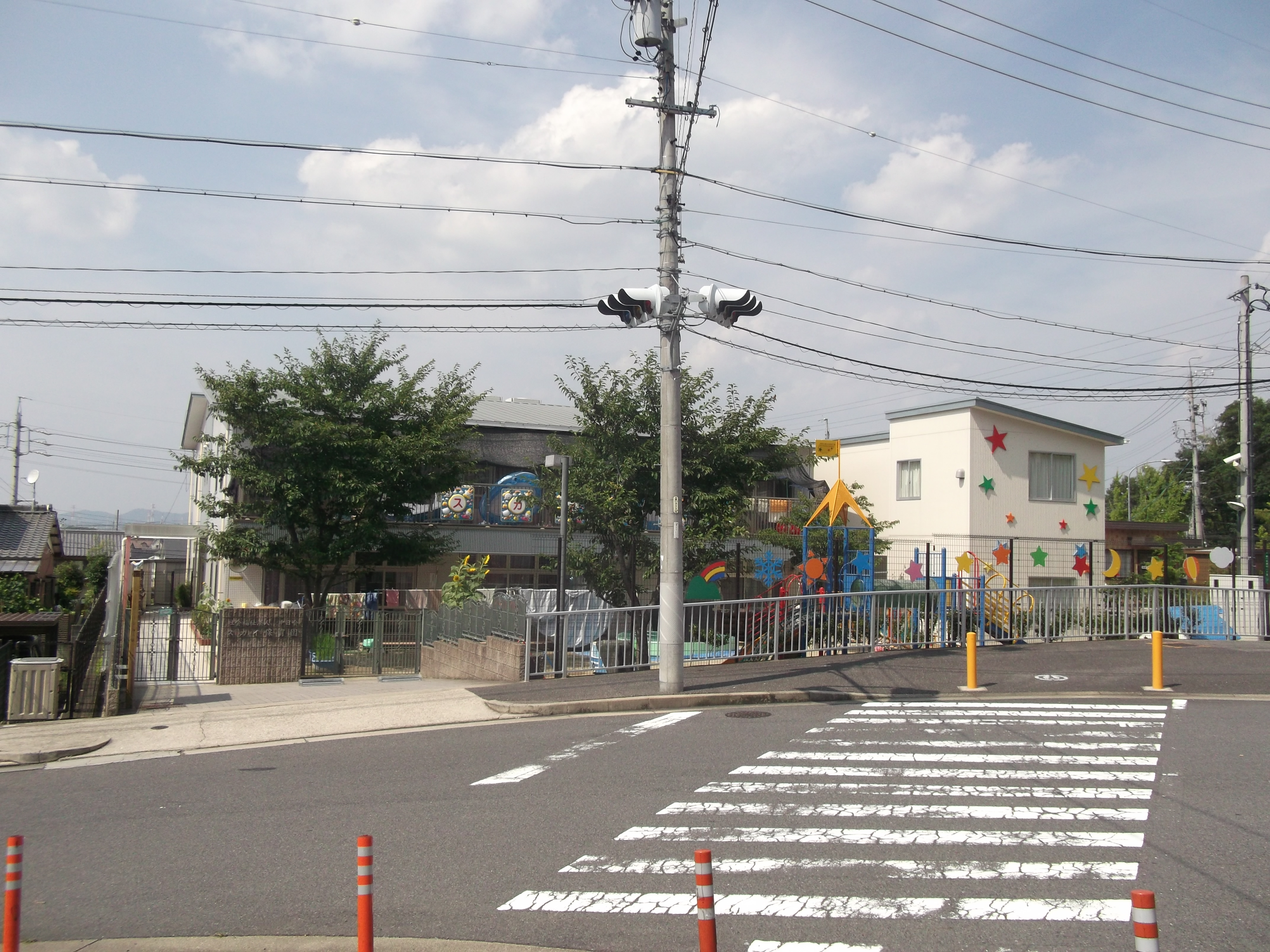
スカイ保育園（2014年7月）

## その他

### 日本郵便
- 郵便番号 : 463-0814[WEB 4]（集配局：守山郵便局[WEB 11]）。

### WEB
1. 1 2 3  名古屋市役所市民経済局地域振興部住民課町名表示係 (2013年6月6日). “名古屋市守山区の一部で町名・町界変更を実施(平成18年11月25日実施)”.   名古屋市役所. 2014年11月27日閲覧。
2. ↑  “愛知県名古屋市守山区の町丁・字一覧”.   人口統計ラボ. 2019年5月8日閲覧。
3. 1 2  “町・丁目(大字)別、年齢(10歳階級)別公簿人口(全市・区別)”.   名古屋市 (2019年4月22日). 2019年4月23日閲覧。
4. 1 2  “郵便番号”.  日本郵便. 2019年3月17日閲覧。
5. ↑  “市外局番の一覧”.   総務省. 2019年1月6日閲覧。
6. ↑  “守山区の町名一覧”.   名古屋市 (2015年10月21日). 2019年5月8日閲覧。
7. ↑  総務省統計局 (2012年1月20日). “平成22年国勢調査の調査結果(e-Stat) - 男女別人口及び世帯数 －町丁・字等”. 2019年3月23日閲覧。
8. ↑  総務省統計局 (2017年1月27日). “平成27年国勢調査の調査結果(e-Stat) - 男女別人口及び世帯数 －町丁・字等”. 2019年3月23日閲覧。
9. ↑  “市立小・中学校の通学区域一覧”.   名古屋市 (2018年11月10日). 2019年1月14日閲覧。
10. ↑  “平成29年度以降の愛知県公立高等学校（全日制課程）入学者選抜における通学区域並びに群及びグループ分け案について”.   愛知県教育委員会 (2015年2月16日). 2019年1月14日閲覧。
11. ↑  “郵便番号簿 2018年度版” (PDF).   日本郵便. 2019年5月8日閲覧。

### 文献
1. 1 2  守山区制50周年記念事業実行委員会 2013, p. 355.